# فیلیتسزه
فیلیتسزه (به آلمانی: Vielitzsee) یک شهر در آلمان است که در اوست‌پریگنیتس-روپین واقع شده‌است. فیلیتسزه ۵۴۰ نفر جمعیت دارد.

## نگارخانه

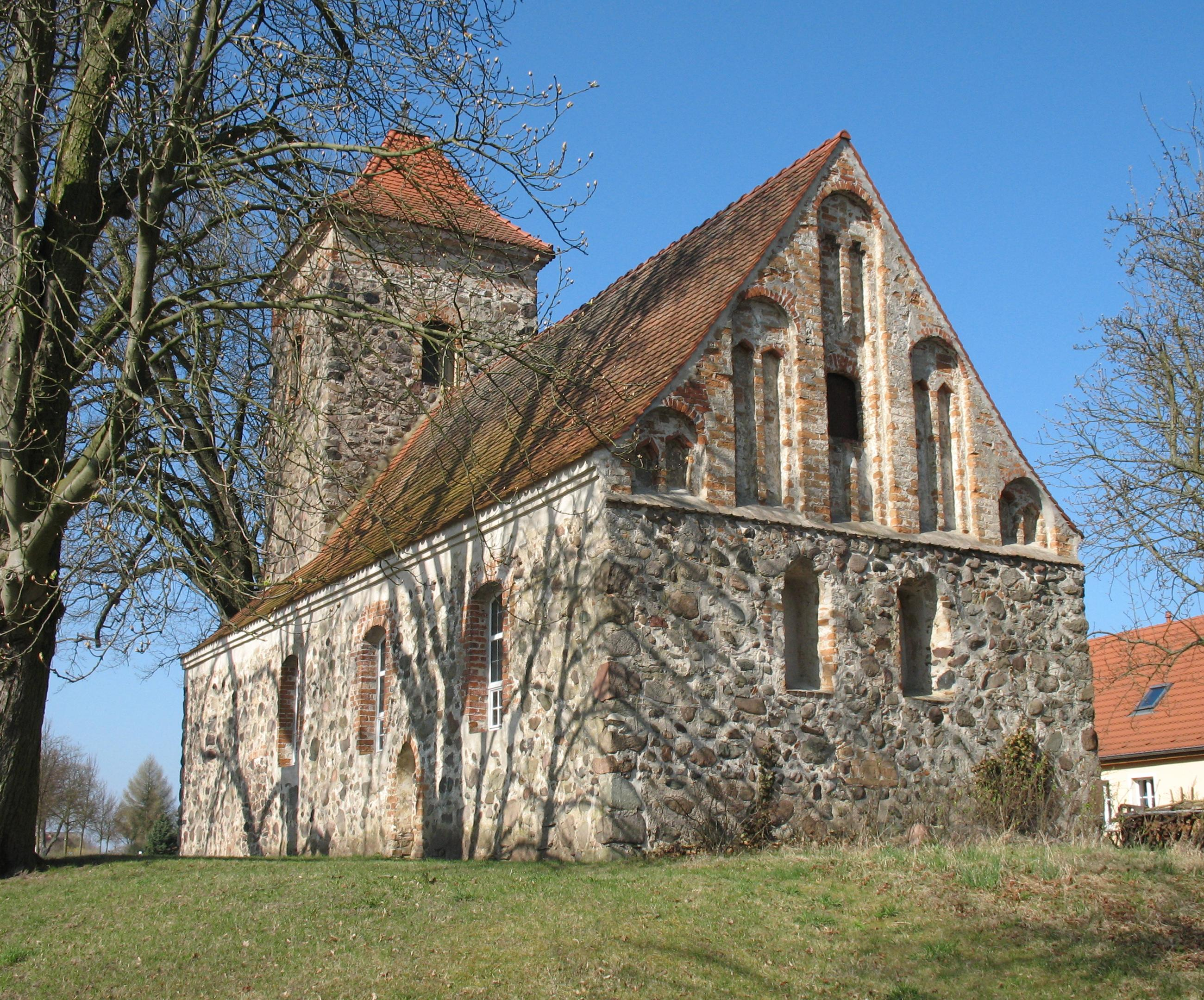
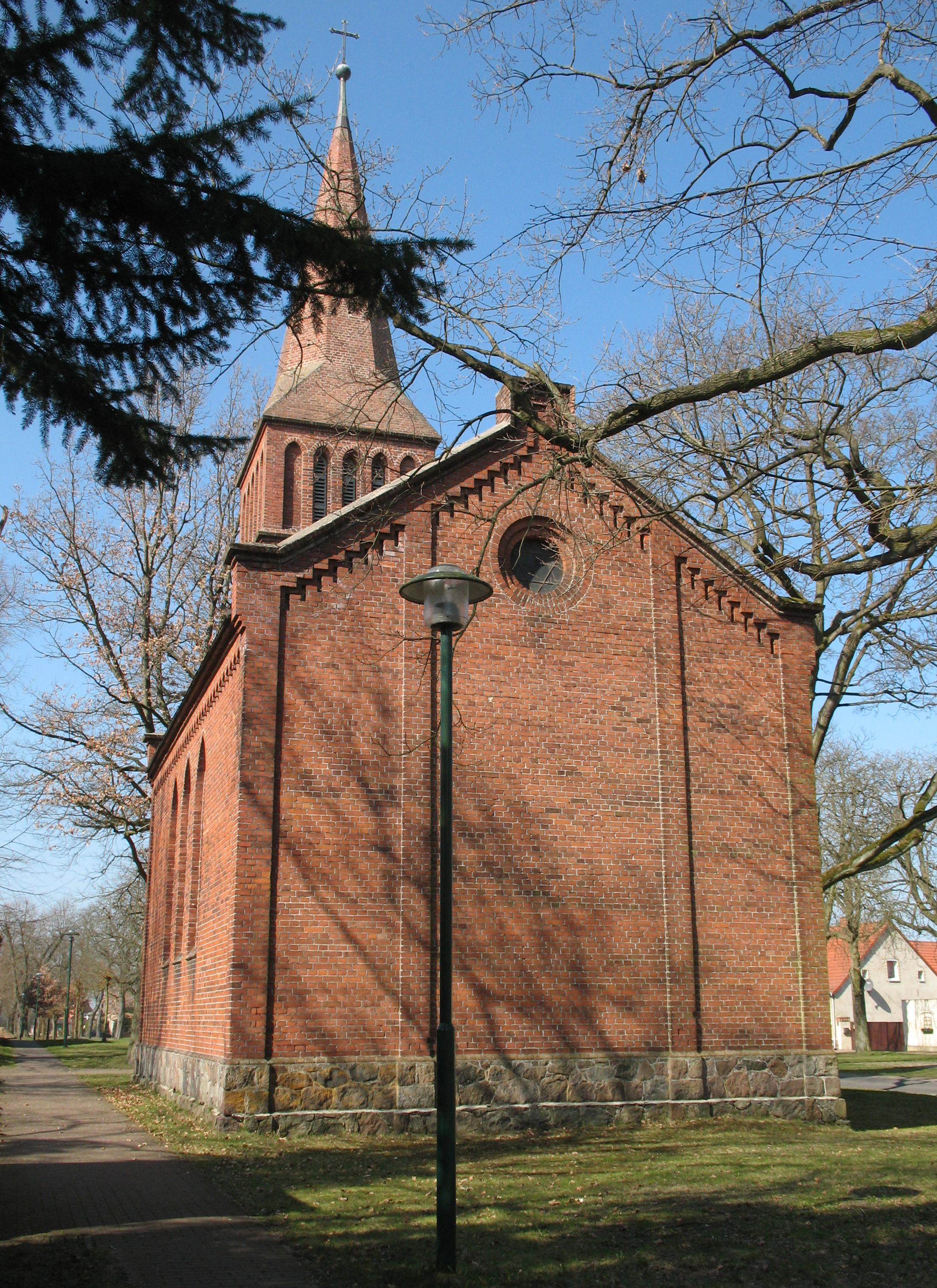
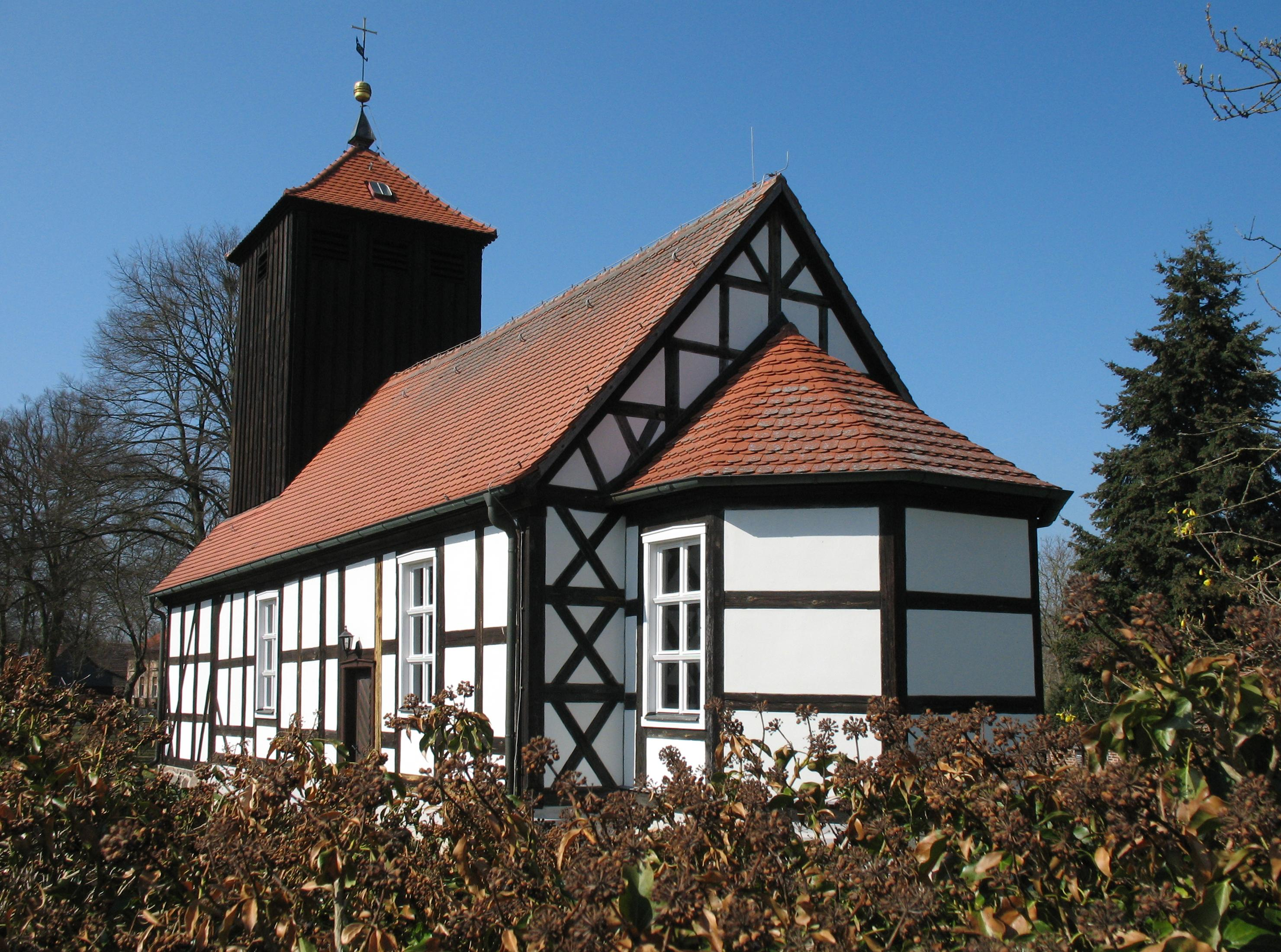